# Sondermautstrecke
Als Sondermautstrecke werden in Österreich diejenigen Strecken des hochrangigen Straßennetzes bezeichnet, für die Kraftfahrzeuge bis 3,5 Tonnen höchstzulässiges Gesamtgewicht eine gesonderte Streckenmaut zu bezahlen haben und die nicht der sonst üblichen Vignettenpflicht unterliegen.

## Maut bei Sondermautstrecken

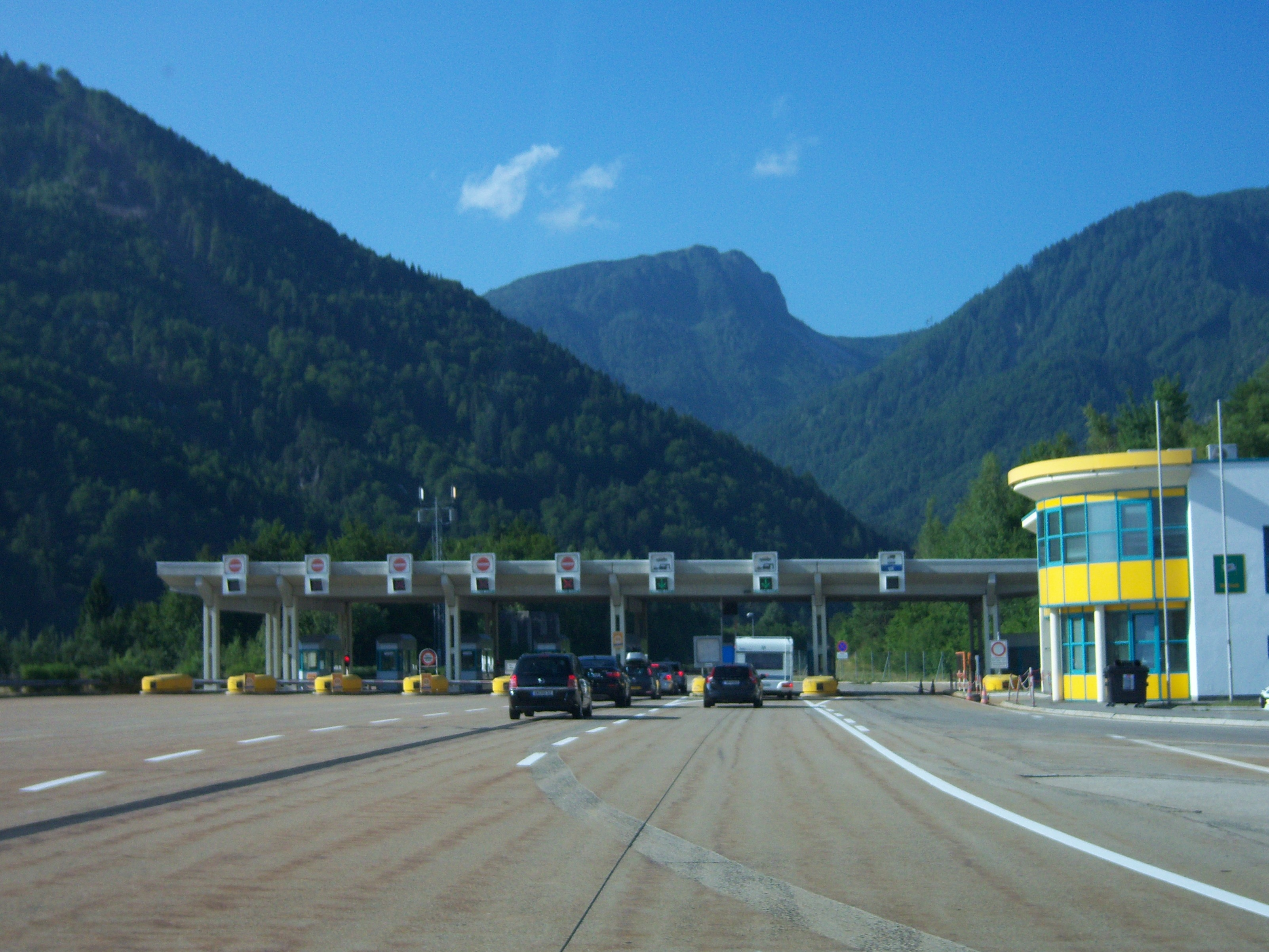
Mautstelle zu Verkauf- und Kontrolle der Mautkarten am Karawanken-Tunnel

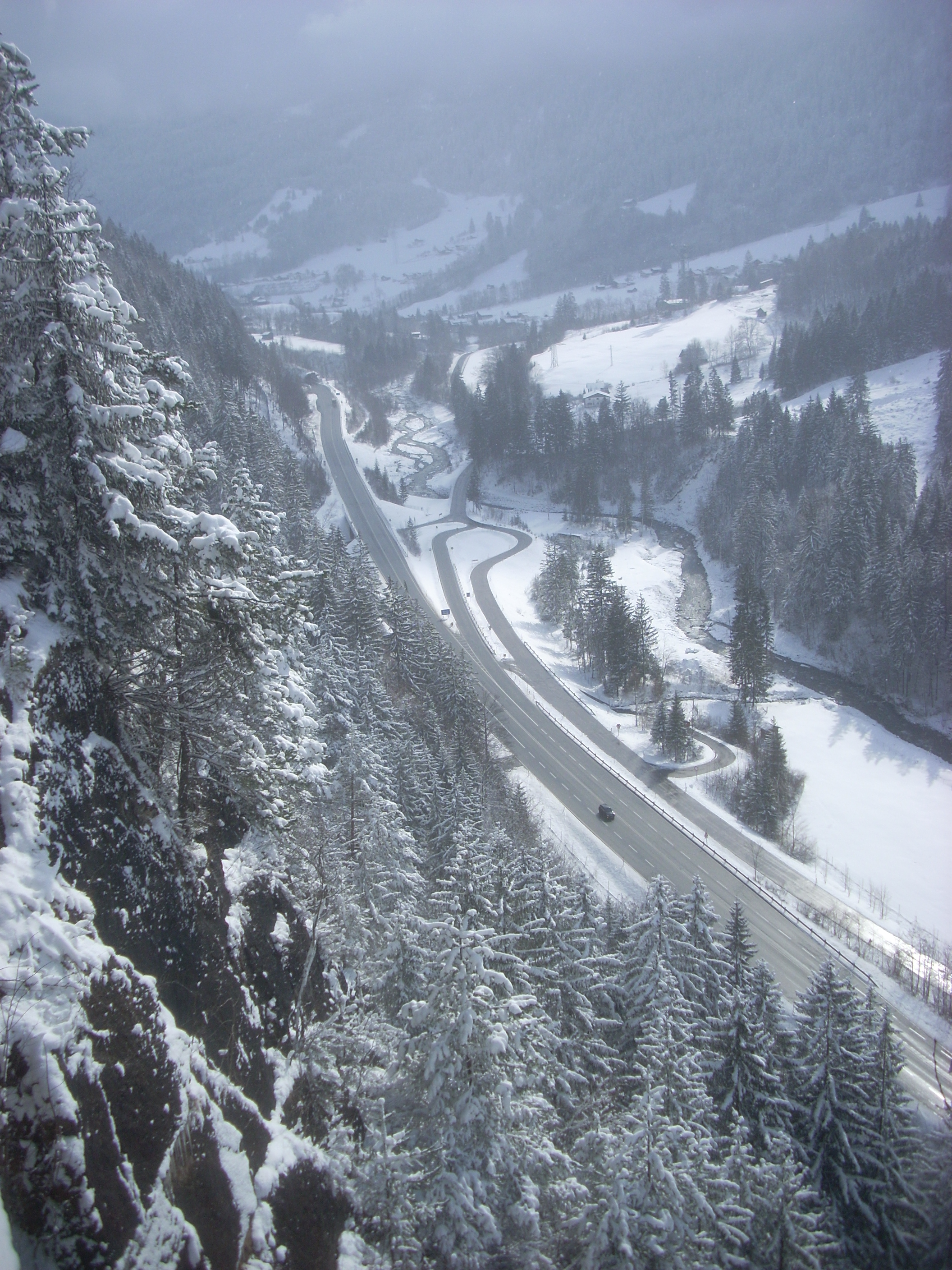
Die S16 (Arlberg Schnellstraße)

Alle Sondermautstrecken sind besonders kostenintensive Alpenüberquerungen, welche oft auf besonderer Bautechnik bzw. bestimmten Vortriebsarten im Bereich sogenannter geologischer Störzonen und damit der Beseitigung des erhöhten Abraummaterials basieren. Es sind die folgenden Strecken mit einer Gesamtlänge von 141 Kilometern:
Stand 1. Jänner 2025 – alle Tarife für Kfz bis 3,5 t hzG, inkl. 20 % USt.

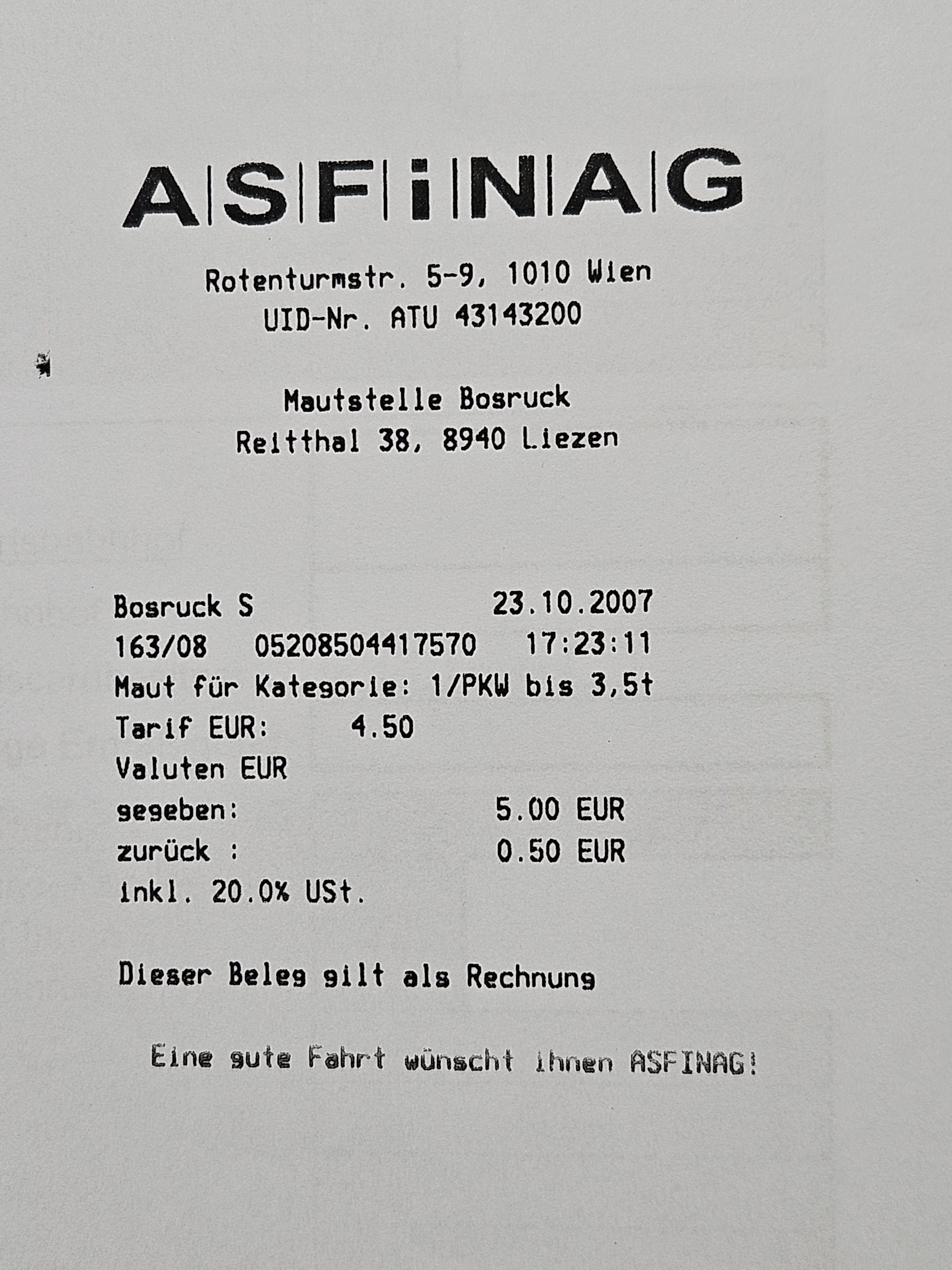
Sondermaut Bosruck (2007)

- A 9 Pyhrn Autobahn Abschnitt Bosrucktunnel EUR 7,00 je Fahrt zwischen ASt* Ardning und ASt Spital am Pyhrn

- A 9 Pyhrn Autobahn Abschnitt Gleinalmtunnel EUR 11,50 je Fahrt zwischen Knoten St. Michael und ASt Übelbach
- A 10 Tauern Autobahn Abschnitt Tauern- und Katschbergtunnel EUR 14,50 je Fahrt (beide Tunnel) zwischen ASt Flachau und ASt Rennweg bzw. EUR 7,00 je Fahrt (Teilstrecke - Tauern- oder Katschbergtunnel)
- A 11 Karawanken Autobahn Abschnitt Karawankentunnel EUR 8,80 je Fahrt zwischen ASt St. Jakob im Rosental und slowenischer Grenze
- A 13 Brenner Autobahn gesamte Strecke EUR 12,00 je Fahrt (Teilstrecken bis EUR 5,50) zwischen Knoten Innsbruck-Amras bzw. Innsbruck-Wilten und italienischer Grenze
- S 16 Arlberg Schnellstraße Abschnitt Arlbergtunnel EUR 12,50 je Fahrt zwischen ASt St. Anton am Arlberg und ASt Langen am Arlberg

*ASt = Anschlussstelle
Für die genannten Strecken mit Ausnahme des Karawankentunnels sind Jahreskarten für EUR 114,00 (A 10: EUR 120,00) zu erwerben. Nur für die A 11-Sondermautstrecke gibt es eine 14-Fahrten-Karte, die höchstens 30 Tage gültig bleibt für 35,10 EUR.
Bei Vorlage der Quittungsallonge (Trägerfolie) oder der Produkt-ID einer gültigen Jahresvignette wird für einen bestimmten Streckenmautabschnitt einmalig ein Betrag von EUR 40,00 auf den Kaufpreis einer Jahreskarte angerechnet. Für Pendler gibt es ermäßigte Jahreskarten, die bei vorhandener Jahresvignette kostenlos sind und ansonsten EUR 45,00 kosten. Behinderte erhalten Jahreskarten für EUR 7,00.
Die Vignettenpflicht entfällt nur zwischen den Anschlussstellen der Sondermautstrecken. Befahren anderer Abschnitte der jeweiligen Autobahnen ohne Vignette ist, falls man auch die Ersatzmaut prellt, strafbar.
Die Maut kann entweder in bar, mit Kreditkarte, Tankkarte oder Maestro-Karte (Bankomatkarte) an der Mautstelle bezahlt werden. Alternativ kann die Mautgebühr auch über die Digitale Streckenmaut bezahlt werden.
Kraftfahrzeuge über 3,5 Tonnen bezahlen die Maut über die GO-Box des österreichischen Lkw-Maut-Systems.
Es existieren weitere Straßenabschnitte, welche sondermautpflichtig sind, jedoch handelt es sich bei diesen um Privatstraßen, welche nicht im Eigentum der ASFINAG sind, bspw. die Strecke zum Großglockner.